# Sụn tuyến giáp
Sụn tuyến giáp (hay sụn giáp) là sụn đơn lớn nhất trong các sụn của thanh quản, nằm trên đường giữa, phía dưới xương móng, phía trên sụn nhẫn và phía trước sụn nắp (sụn nắp thanh môn), có hình một lá giáp ngực gồm hai mảnh sụn giáp. Đó là mảnh phải và mảnh trái hình tứ giác nối. Hai mảnh này hợp với nhau thành một góc mở ra sau, có độ lớn tùy thuộc vào giới tính. Ở nam, góc này là góc 90 độ, trong khi ở nữ thì tù hơn, khoảng 120 độ. Chính vì góc này vuông ở nam giới nên tạo thành lồi thanh quản đẩy ra trước, có thể sờ được rõ ràng dưới da, hay còn gọi là táo Adam. Ở nữ giới, do góc này tù nên khó có thể thấy được lồi thanh quản.
Ở mặt ngoài sụn giáp có một cấu trúc là đường chếch (hoặc đường chéo), nối giữa củ giáp trên và củ giáp dưới của sụn giáp. Đường này đi từ trên xuống dưới, từ sau ra trước, chia mặt ngoài thành hai vùng. Mặt trong sụn giáp nhẵn, ở giữa có góc sụn giáp.
Xét về bờ, bờ trên sụn giáp lồi, ở giữa có khuyết giáp trên. Bờ dưới nằm ngang, gần đường giữa có củ giáp dưới, ở hai bên đường giữa có khuyết giáp dưới, là nơi bám của dây chằng nhẫn giáp. Bờ trước sụn giáp là nơi hai mảnh nối nhau, có lồi thanh quản (như miêu tả phía trên). Bờ sau sụn giáp dày, có sừng trên sụn giáp và sừng dưới sụn giáp. Sừng trên sụn giáp khớp với sừng lớn xương móng, sừng dưới sụn giáp khớp với sụn nhẫn.

## Màng và dây chằng

### Dây chằng giáp- nắp thanh môn (dây chằng giáp nắp)
Là dây chằng nối từ cuống sụn nắp đến mặt trong sụn giáp ở góc giáp.

### Màng giáp- móng
Là màng trung gian nối sụn giáp, tại sừng trên sụn giáp, với xương móng, tại một sụn trung gian bên dưới sừng lớn xương móng gọi là sụn thóc.

### Màng nhẫn- giáp (nón đàn hồi)
Nón đàn hồi còn gọi là màng nhẫn thanh âm, căng từ nếp thanh âm đến bờ trên sụn nhẫn. Phần trước nón rất chắc tạo nên dây chằng nhẫn giáp. Bờ tự do ở trên tạo nên dây chằng thanh âm nối từ góc sụn giáp đến mỏm thanh âm của sụn phễu.

### Màng tứ giác
Căng từ nếp phễu nắp ở phía trên đến nếp tiền đình ở phía dưới. Bờ trên: nếp phễu nắp. Bờ dưới: nằm ngang là dây chằng tiền đình. Bờ trước: màng cố định vào góc giáp và hai cạnh của sụn nắp còn bờ sau thì màng gắn vào sụn sừng và sụn phễu.